# Nocturama
Nocturama – dwunasty album studyjny grupy Nick Cave and the Bad Seeds, wydany w 2003 roku.

## Utwory
1. „Wonderful Life” – 6:49
2. „He Wants You” – 3:31
3. „Right Out of Your Hand” – 5:14
4. „Bring It On” – 5:23
5. „Dead Man in My Bed” – 4:40
6. „Still in Love” – 4:44
7. „There Is a Town” – 4:58
8. „Rock of Gibraltar” – 3:30
9. „She Passed by My Window” – 3:20
10. „Babe, I'm on Fire” – 14:46

## Skład zespołu
- Nick Cave – śpiew, fortepian, harmonijka ustna
- Mick Harvey – gitara, gitara basowa, instrumenty perkusyjne
- Blixa Bargeld – gitara
- Thomas Wydler – perkusja
- Martyn P. Casey – gitara basowa
- Jim Sclavunos - perkusja
- Warren Ellis – skrzypce

## Pozycje na listach
| Lista | Kraj   | Pozycja |
| ----- | ------ | ------- |
| OLiS  | Polska | 17      |